# Copa de Europa de baloncesto 1990-91
La trigésimo cuarta edición de la Copa de Europa de Baloncesto fue ganada por el conjunto yugoslavo de la Jugoplastika Split, consiguiendo su tercer título consecutivo, derrotando al igual que el año anterior en la final al FC Barcelona, disputándose la final four en el Palais Omnisports de Paris-Bercy de París.

## Primera ronda
| Equipo 1          | Agr.    | Equipo 2                  | Ida     | Vuelta |
| ----------------- | ------- | ------------------------- | ------- | ------ |
| Kingston Kings    | 156–141 | Commodore Den Helder      | 84–79   | 72–62  |
| Steaua Bucureşti  | 99–195  | CSKA Moscú                | 38–91   | 61–104 |
| Benfica           | 159–195 | Bayer 04 Leverkusen       | 87–85   | 74–110 |
| Lech Poznań       | 163–216 | Maes Pils                 | 86–109  | 77–107 |
| ZTE-Heraklith     | 206–167 | Klosterneuburg            | 107–76  | 99–91  |
| KR                | 204–226 | Uudenkaupungin Urheilijat | 120–118 | 84–108 |
| Scania Södertälje | 162–141 | Zbrojovka Brno            | 94–82   | 68–59  |
| Ideal Job Pully   | 169–199 | Maccabi Elite             | 95–92   | 74–107 |
| Vllaznia          | 193–248 | Galatasaray               | 103–108 | 90–140 |
| ENAD              | 155–164 | CSKA Sofia                | 66–70   | 89–94  |
| AdW Berlin        | 180–190 | Hiefenech                 | 96–92   | 84–98  |

## Octavos de final
| Equipo 1                  | Agr.      | Equipo 2         | Ida     | Vuelta |
| ------------------------- | --------- | ---------------- | ------- | ------ |
| Kingston Kings            | 165-151   | CSKA Moscú       | 93–77   | 72–74  |
| Bayer 04 Leverkusen       | 188 - 182 | Maes Pils        | 103–88  | 85–94  |
| ZTE-Heraklith             | 175 - 202 | Scavolini Pesaro | 102–114 | 73–88  |
| Uudenkaupungin Urheilijat | 183 - 256 | Aris             | 92–116  | 91–140 |
| Scania Södertälje         | 168 - 180 | Maccabi Elite    | 91–88   | 77–92  |
| Galatasaray               | 156 - 198 | Pop 84           | 86–97   | 70–101 |
| CSKA Sofia                | 189 - 224 | Limoges          | 90–105  | 99–119 |
| Hiefenech                 | 150 - 230 | FC Barcelona     | 73–113  | 77–117 |

## Cuartos de final
|  | Los cuatro primeros se clasifican para la Final four |

|    | Equipo              | Par. | Pts. | G  | P  | PF   | PC   |
| -- | ------------------- | ---- | ---- | -- | -- | ---- | ---- |
| 1. | FC Barcelona        | 14   | 25   | 11 | 3  | 1276 | 1148 |
| 2. | Pop 84              | 14   | 23   | 9  | 5  | 1208 | 1174 |
| 3. | Scavolini Pesaro    | 14   | 22   | 8  | 6  | 1318 | 1290 |
| 4. | Maccabi Elite       | 14   | 22   | 8  | 6  | 1224 | 1163 |
| 5. | Aris                | 14   | 21   | 7  | 7  | 1314 | 1324 |
| 6. | Bayer 04 Leverkusen | 14   | 20   | 6  | 8  | 1334 | 1392 |
| 7. | Kingston Kings      | 14   | 18   | 4  | 10 | 1141 | 1221 |
| 8. | Limoges             | 14   | 17   | 3  | 11 | 1251 | 1354 |

## Final Four

### Semifinales
16 de abril, Palais Omnisports de Paris-Bercy, Paris
| Equipo 1     | Resultado | Equipo 2         |
| ------------ | --------- | ---------------- |
| FC Barcelona | 101–67    | Maccabi Elite    |
| Pop 84       | 93–87     | Scavolini Pesaro |

### Tercer y cuarto puesto
18 de abril, Palais Omnisports de Paris-Bercy, Paris
| Equipo 1      | Resultado | Equipo 2         |
| ------------- | --------- | ---------------- |
| Maccabi Elite | 83–81     | Scavolini Pesaro |

### Final
| 18 de abril de 1991 | Jugoplastika                                                | 70–65                | FC Barcelona                                                       | |  |
|                     | Parciales: 40-34, 30–31                                     |                      |                                                                    | |  |
|                     | Estadísticas Zoran Savić 27 Toni Kukoč 7 Zoran Sretenović 7 | Reporte Pts Reb Asts | Estadísticas 12 Piculín Ortiz, Steve Trumbo 12 Piculín Ortiz 4 Epi | Pabellón: Palais Omnisports de Paris-Bercy, París Asistencia: 11.000 espectadores Árbitros: Kostas Rigas (GRE), Mikhail Davidov (URS) |  |

| Campeón de la Copa de Europa 1990–91 |
| ------------------------------------ |
| Pop 84 Split 3.er título             |

### Clasificación final
|  | Equipo           |
|  | ---------------- |
|  | Pop 84           |
|  | FC Barcelona     |
|  | Maccabi Elite    |
|  | Scavolini Pesaro |